# Heinkel HE 9
Die Heinkel HE 9 war ein deutsches Schwimmer-Seeaufklärungsflugzeug der Ernst Heinkel Flugzeugwerke.

## Entwicklung
Die HE 9 wurde 1929 von Ernst Heinkel im Auftrag der Marineleitung als Nachfolger der HE 5 und HE 31 entworfen. Der als HE 9a (Werknummer 319) bezeichnete Prototyp erhielt seine Zulassung mit dem Kennzeichen D–1617 im Mai des Jahres. Im Laufe der folgenden Tests konnte der Heinkel-Werkpilot Rolf Starke noch im selben Monat sowie im Juni eine Reihe von Weltrekorden erfliegen. Es folgten fünf weitere Flugzeuge, eine HE 9b und vier HE 9c, die 1929 gebaut und an die Deutsche Verkehrsfliegerschule (DVS) geliefert wurden. Sie dienten hauptsächlich zur Erprobung bei der Erprobungsstelle See in Travemünde und der SEVERA GmbH. 1930/1931 wurden noch fünf zur Serienfertigung zugeschnittene und als He 9d bezeichnete Exemplare für die DVS produziert, die vier davon an die in Warnemünde stationierte „Gruppe Köhler“, ein Tarnverband für die Übersee- und Funkausbildung für Offiziere der Reichsmarine, weitergab. Dort wurden dem Muster gute Flugeigenschaften und große Kraftreserven bescheinigt. Bemängelt wurde die starke Spritzwasserbildung beim Start mit Seitenwind und die mit etwa 100 km/h sehr hohe Landegeschwindigkeit, die Wasserungen ab Windstärke 4 sehr riskant werden ließ. Ein großer Schwachpunkt bildete der starke Vibrationen erzeugende Getriebemotor, was wiederholt zum Brechen der Motoraufhängung führte. Ende 1930 wurden drei weitere HE 9d im Auftrag des Reichswehrministeriums bei Focke-Wulf probehalber in Lizenz gebaut, da das Unternehmen in Bremen dafür vorgesehen war, im Mobilisierungsfall die Produktion zu übernehmen. Die im geheimen „Fabrikationsprogramm Marineluftstreitkräfte“ vorgesehene Zahl von 80 HE 9 wurde aber nie realisiert. Als ab 1933 die Rüstungsproduktion forciert wurde, galt die HE 9 bereits als veraltet und wurde nicht mehr berücksichtigt. Die vorhandenen Flugzeuge wurde allerdings noch für Ausbildungszwecke genutzt und bis 1936/1937 aktiv geflogen.

## Aufbau
Die HE 9 ist ein halbfreitragender Tiefdecker in Gemischtbauweise.
Rumpf: Der Rumpf besteht aus einem geschweißten Stahlrohrgerüst, das im Bereich des Motors sowie auf der Oberseite bis zum Ende des hinteren Sitzes mit Aluminiumblech beplankt und im übrigen Teil mit Stoff bespannt ist. Der Triebwerksblock besteht ebenfalls aus Stahlrohr und ist durch vier Bolzen mit dem Rumpffachwerk verbunden. Das dahinter befindliche Brandschott besteht aus Stahlblech mit Asbestverkleidung. Durch Abdecken des hinteren Beobachtersitzes konnte die HE 9 vom Drei- zum Zweisitzer umgerüstet werden.
Tragwerk: Die zweiteiligen Tragflügel sind im Grundriss rechteckig mit elliptischen Randbögen. Sie bestehen aus zwei Kastenholmen mit Sprucegurten und einem Holzrahmen mit einer Beplankung der Flügelwurzel und -vorderkante aus Sperrholzschubplatten. Die Rippen sind ebenfalls aus Sperrholz, die Innenverstrebungen zwischen den Holmen dagegen aus Stahlrohr. Die restliche Fläche ist mit Stoff bespannt. Beide Flügel sind durch Hakengelenke mit dem Rumpf verbunden und auf halber Höhe durch N-Stiele zu den Schwimmern zu abgestrebt.
 Leitwerk: Das Leitwerk in Normalbauweise besteht komplett aus einem Stahlrohrrahmen mit Stoffbespannung. Die Höhenflosse ist zum Rumpf hin abgestrebt und im Flug verstellbar. Das Seitenruder ist aerodynamisch ausgeglichen.
Schwimmwerk: Die HE 9 besitzt zwei gekielte, einstufige Schwimmer in Holzbauweise mit Stahlrohrgerüst, jeder davon ist in sieben wasserdichte Abteilungen, jede davon mit Entwässerungsschraube und Handlochdeckel ausgestattet, aufgeteilt. Der Rauminhalt umfasst insgesamt je 2980 l. Die Schwimmer sind mit Rumpf und Tragwerk durch Stahlrohrstreben verbunden und zwischen den horizontalen Querstreben mit Draht ausgekreuzt.

## Liste der gebauten HE 9
| Werknummer       | Version | Baujahr | Registrierung         |
| ---------------- | ------- | ------- | --------------------- |
| 319              | HE 9a   | 1929    | D–1617                |
| 325              | HE 9b   | 1929    | D–1625, später D–IPYF |
| 328              | HE 9c   | 1929    | D–1688, später D–IKAQ |
| 329              | HE 9c   | 1929    | D–1689                |
| 330              | HE 9c   | 1929    | D–1690                |
| 331              | HE 9c   | 1929    | D–1691, später D–ILIQ |
| 360              | HE 9d   | 1930    | D–1941                |
| 361              | HE 9d   | 1930    | D–1947                |
| 362              | HE 9d   | 1930    | D–1950                |
| 382              | HE 9d   | 1931    | D–2095, später D–IXAV |
| 383              | HE 9d   | 1931    | D–2158                |
| 101 (Focke-Wulf) | HE 9d   | 1930    | D–2003, später D–IPYV |
| 102 (Focke-Wulf) | HE 9d   | 1930    | D–1976, später D–IXYZ |
| 103 (Focke-Wulf) | HE 9d   | 1930    | D–1966, später D–IXOX |

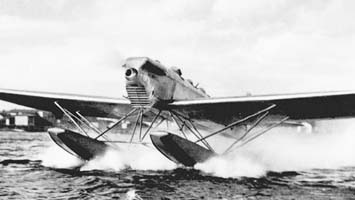
Startende HE 9

 1934 erfolgte die Zulassung zweier HE 9 als D–INYQ und D–IHYX. Die Kennzeichen konnten bislang keiner Werknummer zugeordnet werden.

## Technische Daten
| Kenngröße             | HE 9a | HE 9b / HE 9c                                                                     | HE 9d                                                                              |
| --------------------- | --- | --------------------------------------------------------------------------------- | ---------------------------------------------------------------------------------- |
| Besatzung             | 3 | 2                                                                                 | 2                                                                                  |
| Spannweite            | 16,8 m | 16,8 m                                                                            | 16,8 m                                                                             |
| Länge                 | 11,6 m | 11,6 m                                                                            | 11,8 m                                                                             |
| Höhe                  | 4,56 m | 4,56 m                                                                            | 4,56 m                                                                             |
| Flügelfläche          | 47,5 m² | 47,5 m²                                                                           | 47,5 m²                                                                            |
| Rüstmasse             | 2379 kg | 2379 kg                                                                           | 2610 kg                                                                            |
| Zuladung              | 621 kg | 771 kg                                                                            | 790 kg                                                                             |
| Nutzlast              | 95 kg | 95 kg                                                                             | k. A.                                                                              |
| Startmasse            | 3000 kg | 3150 kg                                                                           | 3400 kg                                                                            |
| Antrieb               | ein flüssigkeitsgekühlter Zwölfzylinder-V-Motor                                                             | ein flüssigkeitsgekühlter Zwölfzylinder-V-Motor                                   | ein flüssigkeitsgekühlter Zwölfzylinder-V-Motor                                    |
| Typ                   | BWM VIu 7,3Z                                                                                                | BMW VI 6,3ZU                                                                      | BMW VI 7,3ZU                                                                       |
| Nennleistung          | 750 PS (552 kW)                                                                                             | 660 PS (485 kW)                                                                   | 750 PS (552 kW)                                                                    |
| Höchstgeschwindigkeit | 253 km/h in Bodennähe 248 km/h in 2000 m 237 km/h in 4000 m 230 km/h in 5000 m 200 km/h in 6000 m           | 238 km/h in Bodennähe                                                             | 260 km/h in Bodennähe                                                              |
| Marschgeschwindigkeit | 200 km/h | k. A.                                                                             | k. A.                                                                              |
| Landegeschwindigkeit  | 100 km/h | 103 km/h                                                                          | k. A.                                                                              |
| Steigzeit             | 2:06 min auf 1000 m Höhe 4:36 min auf 2000 m 11:24 min auf 4000 m 16:54 min auf 5000 m 32:42 min auf 6000 m | 3:48 min auf 1000 m Höhe 9 min auf 2000 m                                         | 2:30 min auf 1000 m Höhe 5:06 min auf 2000 m 9:30 min auf 3000 m 25 min auf 5000 m |
| Reichweite            | 860 km | 1220 km                                                                           | k. A.                                                                              |
| Dienstgipfelhöhe      | 5900 m | 4350 m                                                                            | 5900 m                                                                             |
| Startrollstrecke      | 235 m | k. A.                                                                             | k. A.                                                                              |
| Bewaffnung (optional) | ein starres 7,9-mm-MG 08/15 nach vorn ein bewegliches 7,9-mm-MG 08/15 nach hinten                           | ein starres 7,9-mm-MG 08/15 nach vorn ein bewegliches 7,9-mm-MG 08/15 nach hinten | ein starres 7,9-mm-MG 08/15 nach vorn ein bewegliches 7,9-mm-MG 08/15 nach hinten  |